# نيكولاس ليبيديف
نيكولاس ليبيديف (بالروسية: Николай Иванович Лебедев)‏ (و. 1897 – 1989 م) هو مخرج سينمائي، وممثل، وكاتب سيناريو، وعسكري، من الإمبراطورية الروسية، ولد في غوس-خروستالني، كان عضوًا في الحزب الشيوعي السوفيتي، توفي في سانت بطرسبرغ، عن عمر يناهز 92 عاماً.

## مناصب
تولى منصب مخرج.

## الخدمة العسكرية
خدم في مشاة.

## جوائز
حصل على جوائز منها:
- جائزة الاتحاد السوفيتي الحكومية
- ميدالية "الشجاعة"  [لغات أخرى]‏
- ميدالية الدفاع عن لينينجراد [الإنجليزية]‏
- فنان الشعب في الاتحاد السوفيتي
- وسام النجمة الحمراء
- وسام الحرب الوطنية من الدرجة الأولى
- ميدالية الانتصار على ألمانيا في الحرب الوطنية العظمى 1941-1945
- ميدالية العامل المخضرم [الإنجليزية]‏.

## وصلات خارجية
- نيكولاس ليبيديف على موقع IMDb (الإنجليزية)
- نيكولاس ليبيديف على موقع أول موفي (الإنجليزية)
- نيكولاس ليبيديف على موقع قاعدة بيانات الأفلام السويدية (السويدية)
- نيكولاس ليبيديف على موقع قاعدة بيانات الفيلم (الإنجليزية)
- نيكولاس ليبيديف على موقع كينوبويسك (الروسية)